# Puyehue (kommun)
Puyehue är en kommun i Chile.   Den ligger i provinsen Provincia de Osorno och regionen Región de Los Lagos, i den södra delen av landet, 800 km söder om huvudstaden Santiago de Chile. Puyehue ligger vid sjön Lago Puyehue.
I omgivningarna runt Puyehue växer i huvudsak blandskog. Runt Puyehue är det mycket glesbefolkat, med 6 invånare per kvadratkilometer.